# Samberan
Samberan is een bestuurslaag in het regentschap Bojonegoro van de provincie Oost-Java, Indonesië. Samberan telt 1937 inwoners (volkstelling 2010).